# Karl Franz Jaeckel
Karl Franz Adolf Jaeckel (* 1. Mai 1844 in Frankenstein, Provinz Schlesien; † 29. November 1898 in Danzig-Neugarten) war ein deutscher Jurist und Politiker.

## Leben
Als Sohn eines Landschafts-Kalkulators geboren, studierte Jaeckel nach dem Besuch des Schweidnitzer Gymnasiums Rechtswissenschaften und Kammermusik in Breslau. Während seines Studiums wurde er 1863 Mitglied der Burschenschaft Arminia Breslau. Nach seinem Studium wurde er 1871 Gerichtsassessor und 1872 Kreisrichter. Von 1877 bis 1888 war er Landrat im Kreis Strasburg in Westpreußen. Er gehörte auch dem Provinziallandtag der Provinz Westpreußen an. Von 1882 bis 1888 war er für die Freikonservative Partei Mitglied des Preußischen Abgeordnetenhauses. Von 1888 bis 1898 war er Landeshauptmann bzw. Landesdirektor der Provinz Westpreußen. Später war er Vorstandsvorsitzender der Invaliditäts- und Altersversicherungsanstalt der Provinz Westpreußen.